# Андерсон, Эдуардо (хоккеист на траве)
Эдуардо А. Андерсон Игарсабаль (исп. Eduardo A. Anderson Igarzabal, 20 августа 1950, Сан-Мартин, Аргентина) — аргентинский хоккеист (хоккей на траве), нападающий.

## Биография
Эдуардо Андерсон родился 20 августа 1950 года в аргентинском городе Сан-Мартин.
В 1968 году вошёл в состав сборной Аргентины по хоккею на траве на Олимпийских играх в Мехико, занявшей 14-е место. Играл на позиции нападающего, провёл 6 матчей, забил 1 мяч в ворота сборной Кении.